# Nevados de Cachí
Nevados de Cachí är en bergskedja i Argentina.   Den ligger i provinsen Salta, i den norra delen av landet, 1 300 km nordväst om huvudstaden Buenos Aires.
Trakten runt Nevados de Cachí består i huvudsak av gräsmarker. Runt Nevados de Cachí är det mycket glesbefolkat, med 2 invånare per kvadratkilometer.